# Merrilliopanax
- Commons
- Wikispecies

Merrilliopanax é um género botânico pertencente à família Araliaceae.
1. ↑  «Merrilliopanax — World Flora Online». www.worldfloraonline.org. Consultado em 19 de agosto de 2020